# Aeroporto di Ekaterinburg-Kol'covo
L'Aeroporto di Ekaterinburg-Kol'covo (IATA: SVX—КЛЦ, ICAO: USSS—УССС) (in russo Международный аэропорт Кольцово) è il principale aeroporto civile di Ekaterinburg, fra i più importanti scali aerei degli Urali e della Russia.
A seguito di un sondaggio voluto dal governo russo l'aeroporto sarà intitolato all'industriale Akinfij Demidov.

## Strategia
L'aeroporto di Ekaterinburg-Kol'covo si posiziona al quinto posto per il traffico aereo della Russia dopo gli aeroporti moscoviti Domodedovo, Šeremet'evo, Vnukovo e subito dopo l'Aeroporto Internazionale Pulkovo di San Pietroburgo.
Allo scalo attualmente si basano le compagnie aeree russe Ural Airlines e Aviacon Citotrans, prima della bancarotta all'aeroporto si basava anche la compagnia aerea russa Aviaprad Aircompany.
È, inoltre, uno degli hub delle compagnie aeree russe UTair e Vladivostok Avia.

## Storia
- 1928 - inizio dei lavori di costruzione della pista e del complesso dell'aeronautica militare sovietica a Kol'covo.
- Dicembre 1932 - il Distaccamento Aereo Militare n. 33 viene trasferito a Kol'covo.
- Dicembre 1939 - tutti gli aerei militari della base militare di Kol'covo sono impiegati nella guerra tra la Russia e la Finlandia.
- 22 giugno 1941 - inizio dei lavori di costruzione della prima pista solida di 1.000 m a Kol'covo.
- Ottobre 1941 - l'Istituto Scientifico Sperimentale delle Forze Aeree dell'Armata Rossa e l'OKB-293 sono evacuati a Kol'covo.
- 15 maggio 1942 - l'Eroe dell'URSS Grigorij Bachcivandži (in russo: Бахчиванджи Григорий) ha effettuato il primo volo dell'aereo sperimentale Bereznjak-Isaev BI-1 (in russo: Березняк-Исаев БИ-1) all'aeroporto di Kol'covo.[3]

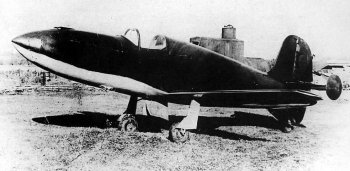
Il primo prototipo Bereznjak-Isaev BI-1 è decollato per la prima volta a Kol'covo

- 1943 - l'OKB-293 viene trasferito nella parte europea dell'URSS dagli Urali e l'aeroporto diventa civile.
- 10 luglio 1943 - apertura dell'aeroporto civile a Sverdlovsk. L'aeroporto diventa un punto di transito strategico per l'aviazione militare americana, in particolare degli aerei Douglas C-47 Dakota/Skytrain sulla rotta Fairbanks (Alaska, USA) - Uelkal (Čukotka, URSS) - Mosca (URSS).
- 1946 - apertura della pista aeroportuale per i voli notturni.
- 1951 - ricostruzione della pista dell'aeroporto.
- Ottobre 1954 - apertura del nuovo Terminal Passeggeri all'aeroporto di Kol'covo.

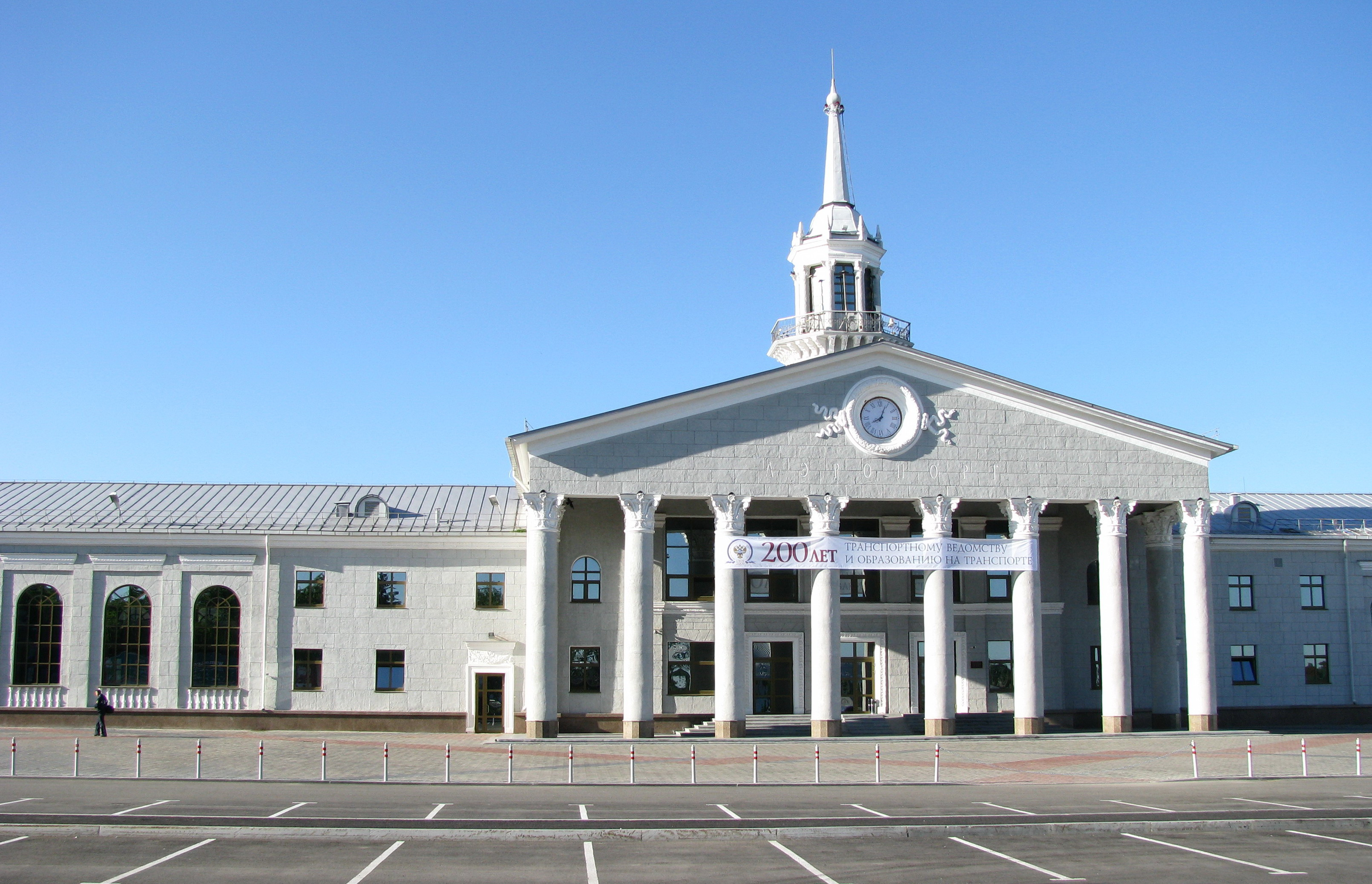
Terminal storico dell'aeroporto di Kol'čovo

- 1956 - apertura della pista aeroportuale per gli aerei Tupolev Tu-104 e Ilyushin Il-18 e inizio dei voli di linea con questi aerei.
- 1º gennaio 1963 - organizzazione del Distaccamento Aereo Unito dell'Aviazione Civile degli Urali all'aeroporto di Kol'covo.
- 1º gennaio 1967 - apertura del Terminal ampliato dell'aeroporto di Kol'covo.
- Febbraio 1973 - primi voli di linea degli aerei Tupolev Tu-154 a Kol'covo.
- 20 ottobre 1987 - Il Volo Aeroflot 6502 decolla da questo scalo diretto a Samara.
- 6 marzo 1987 - apertura della seconda pista aeroportuale.
- Luglio 1987 - primi voli di linea degli aerei Ilyushin Il-86 a Kol'covo.
- 1991 - il Distaccamento Aereo Unito dell'Aviazione Civile degli Urali è riorganizzato nella Prima Azienda dell'Aviazione Civile di Sverdlovsk.
- Ottobre 1993 - l'aeroporto diventa uno scalo internazionale.
- 28 dicembre 1993 - privatizzazione del complesso aeroportuale con la creazione della compagnia aerea russa Ural Airlines S.p.a. e della società di gestione aeroportuale Aeroport Kol'covo S.p.a..
- 2000 - l'aeroporto di Kol'covo è nominato come il migliore aeroporto regionale della Russia.
- 2003 - inizio dei lavori di riqualificazione dell'aeroporto come uno degli hub principali della Federazione Russa vista la sua posizione strategica tra la Russia europea, gli Urali e la Siberia.
- 2005 - apertura del nuovo Terminal Passeggeri Internazionale con capacità di 600 passeggeri/ora e del nuovo Terminal Cargo.
- 11 marzo 2005 - la pista aeroportuale è certificata per l'atterraggio/decollo degli aerei Airbus A321.[4]
- 2006 - apertura del Terminal dell'Aviazione VIP e la vincita del Premio come aeroporto più dinamico e sviluppato della Russia.
- Ottobre 2007 - apertura del Terminal Passeggeri Nazionale con la capacità di 1.000 passeggeri/ora e aumento della capacità del Terminal Passeggeri Internazionale fino al 1.600 passeggeri/ora. Riapertura dopo la ricostruzione della prima pista aeroportuale.

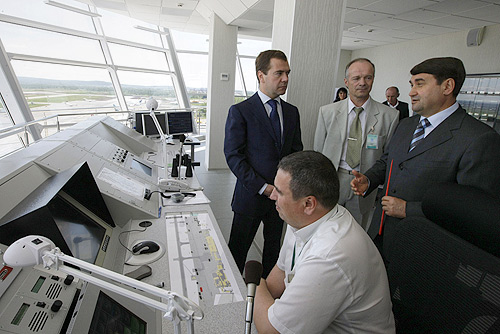
Presidente della Russia Dmitrij Medvedev con il Ministro dei Trasporti russo Igor' Levitin nella torre di controllo dell'aeroporto di Kol'čovo

- 14 agosto 2009 - l'Ente dell'Aviazione Civile della Russia certifica la prima pista dell'aeroporto di Kol'covo per l'atterraggio/decollo degli aerei Airbus A330 in seguito alla ricostruzione della pista e dei parcheggi aeroportuali terminata nel 2009.[5]
- 14 ottobre 2009 - Il treno Espresso Kol'covo ha trasportato 61.633 passeggeri in un anno dall'apertura della linea diretta di 21 km che collega il nuovo Terminal Passeggeri con la Stazione di Sverdlovsk-Passažirskij delle Ferrovie russe.[6]
- 10 dicembre 2009 - L'aeroporto di Ekaterinburg-Kol'covo è certificato per l'atterraggio/decollo e la manutenzione degli aerei Antonov An-148.[7]
- Gennaio - giugno 2010 - il numero dei passeggeri a Kol'covo è aumentato di un totale di 29,5% rispetto allo stesso periodo del 2009, in particolare all'aeroporto internazionale di Ekaterinburg sono transitate 1.184.514 persone. In particolare, grazie all'ulteriore ampliamento della rete di voli di linea internazionali nei primi sei mesi del 2010 il traffico internazionale aeroportuale è cresciuto per un totale di 58% raggiungendo la quota di 432.805 passeggeri trasportati.[8]
- 6 dicembre 2010 - sono ripristinati i voli di linea giornalieri dall'aeroporto Kol'covo per Perm', Magnitogorsk, Tjumen', Kurgan dopo una pausa di quasi 10 anni.[9] Inoltre, nel dicembre 2010 sono ripristinati i voli di linea diretti per l'aeroporto di Astana, la capitale del Kazakistan.[10]
- 17 dicembre 2012 - riapertura del Terminal nazionale dell'aeroporto di Ekaterinburg dopo i lavori di ricostruzione con capacità aumentata fino a 1080 passeggeri/ora in partenza con 22 nuovi banchi check-in e fino a 720 passeggeri/ora in arrivo.[11]

## Dati tecnici
L'aeroporto Kol'covo è uno scalo internazionale aperto 24 ore al giorno.
È dotato di due piste operative: la prima pista aeroportuale di classe B: 08R/26L, lunga 3.025 m e larga 53 m di cemento armato; la seconda pista aeroportuale di classe C: 08L/26R, lunga 2.497 m e larga 45 m di asfalto. La prima pista è attrezzata con i sistemi ILS di I categoria, PAPI, radiofari NDB, gli Outer Marker e i Middle Marker.
Il peso massimo al decollo della prima pista è di 328 t e della seconda pista 231 t.
L'aeroporto di Ekaterinburg-Kol'covo è attrezzato per l'atterraggio/decollo e la manutenzione dei seguenti tipi di aerei: Antonov An-124, Ilyushin Il-62, Ilyushin Il-86, Ilyushin Il-96, Tupolev Tu-204, Tupolev Tu-154, Tupolev Tu-134, Yakovlev Yak-42, Antonov An-24, Antonov An-26, Antonov An-148, Airbus A300, Airbus A319, Airbus A320, Airbus A330, BAe 146, Boeing 717, Boeing 727, Boeing 737, Boeing 757, McDonnell Douglas MD-80 e di tutti gli aerei di classe inferiore.
L'aeroporto dispone di 60 parcheggi per gli aerei.

## Servizi
- Polizia di frontiera
- Dogana
- Ambulatorio medico e veterinario
- Biglietteria con sportello
- Bar e fast food
- Banca e cambiavalute
- Edicola
- Servizi igienici
- Capolinea autolinee, interscambio autobus
- Stazione taxi
- Parcheggio di scambio e di deposito
- Telefono pubblico
- Servizio internet con la rete Wi-Fi

Inoltre, nell'aeroporto è possibile collegarsi alla rete Internet tramite la tecnologia Wi-Fi per tutti i passeggeri nella zona dell'attesa del imbarco dei voli nazionali ed internazionali. Il collegamento alla rete Internet a Kol'covo è configurato nel modo che vieta l'utilizzo dei reti Peer-to-peer e limita accesso a 20 collegamenti dallo stesso Indirizzo IP. La dimensione del file da scaricare liberamente è limitata a 512 Megabyte.

## Collegamenti con Ekaterinburg

### Auto

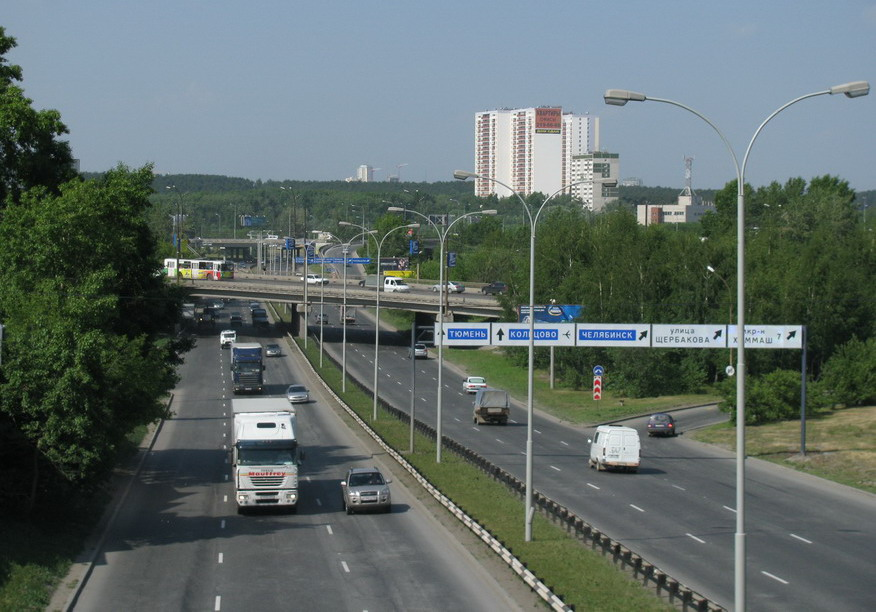
Tangenziale di Ekaterinburg (EKAD) con l'indicazione del percorso per l'aeroporto di Kol'čovo

L'aeroporto di Ekaterinburg-Kol'covo è facilmente raggiungibile percorrendo prima la tangenziale della città e la strada statale Novokoltsovskaja per 11 km. La strada statale che collega l'aeroporto con la tangenziale di Ekaterinburg è stata inaugurata nel 2008 e conta attualmente 4 corsie in ogni direzione.
Le auto ed i taxi possono gratuitamente raggiungere i terminal aeroportuali per le operazioni di scarico/carico dei passeggeri.
Inoltre, all'aeroporto di Kol'covo c'è un parcheggio a pagamento con i posti per i VIP e per il deposito di veicoli a lungo periodo.

### Treno

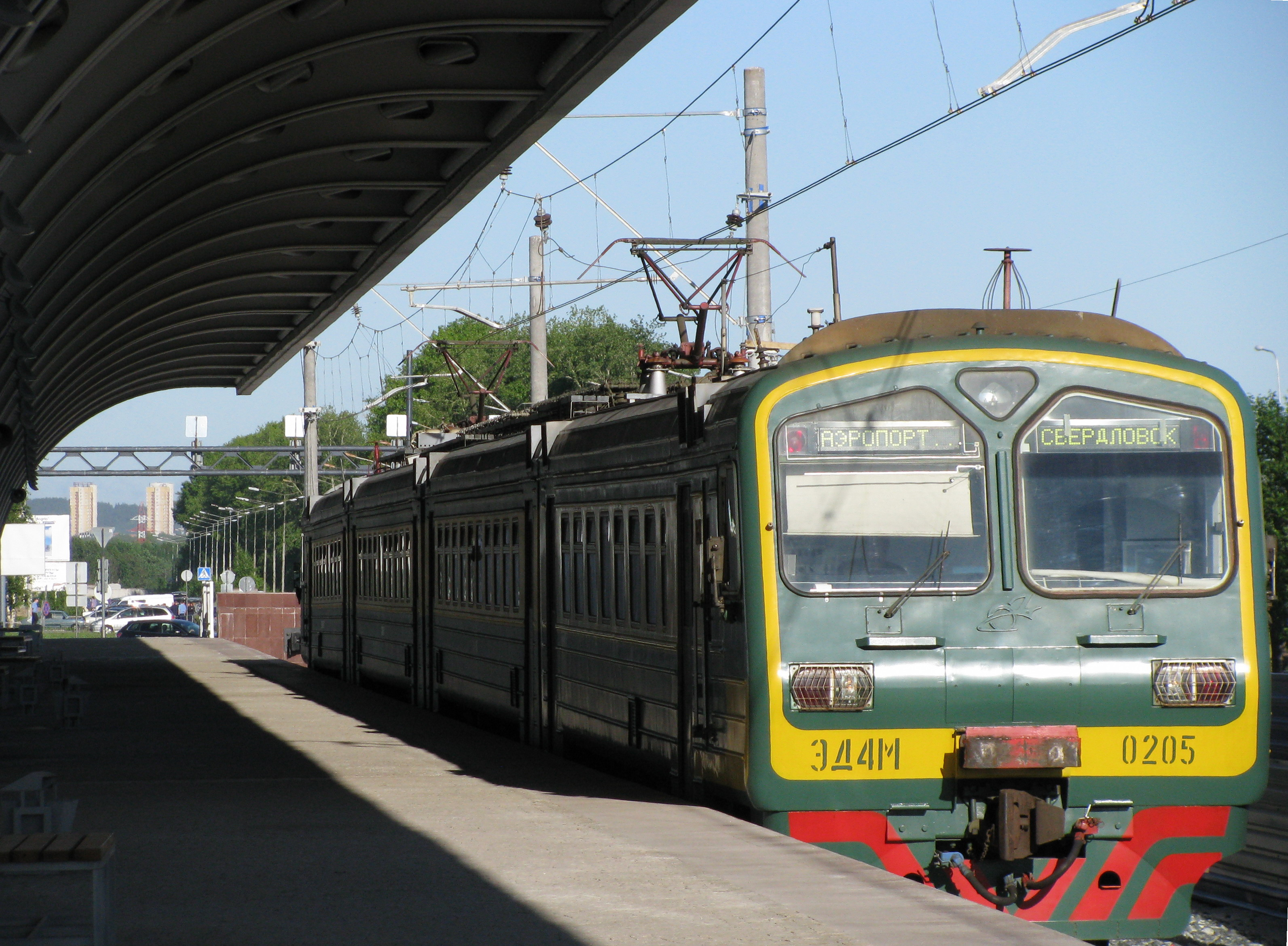
Treno "Espresso Kol'čovo" alla Stazione di Sverdlovsk-Passažirskij

Il treno "Espresso Kol'covo" (in russo: Экспресс Кольцово) effettua otto collegamenti giornalieri tra la Stazione di Sverdlovsk-Passažirskij delle Ferrovie russe ed il Terminal Passeggeri. Il tempo di percorrenza del treno è di 39 minuti con tutte le fermate intermedie nella città. Il collegamento ferroviario è stato aperto nel 2008 ed attualmente (nel luglio 2009) il prezzo del biglietto è di 36 RUR.

### Trasporto pubblico

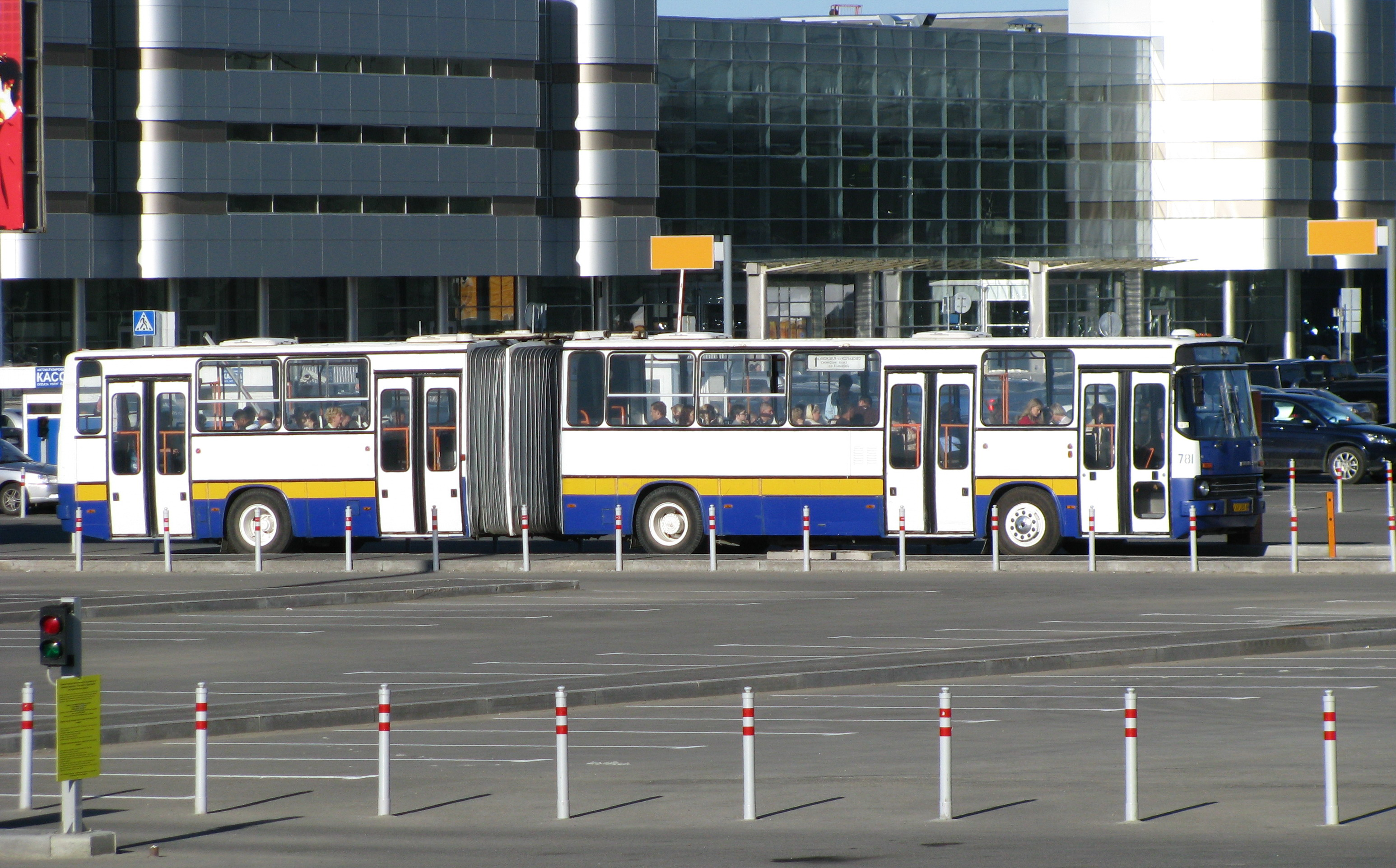
L'autobus municipale in servizio sulla linea 1 che collega Terminal aeroportuale con il centro cittadino

Le linee del trasporto pubblico cittadino 1 e 29 ed anche le linee delle aziende del trasporto privato 01, 026, 039, 081 collegano l'aeroporto con la città.
L'autostazione dell'aeroporto di Kol'covo è collegata inoltre con le autolinee dirette con le città più importanti degli Urali: Čeljabinsk, Nižnij Tagil, Serov, Krasnotur'insk, Kamensk-Ural'skij, Ozërsk, Kurgan.